# Перигер
Периге́р (фр. Peyriguère, окс. Peiriguèra) — коммуна во Франции, находится в регионе Юг — Пиренеи. Департамент — Верхние Пиренеи. Входит в состав кантона Пуйастрюк. Округ коммуны — Тарб.
Код INSEE коммуны — 65359.

## География

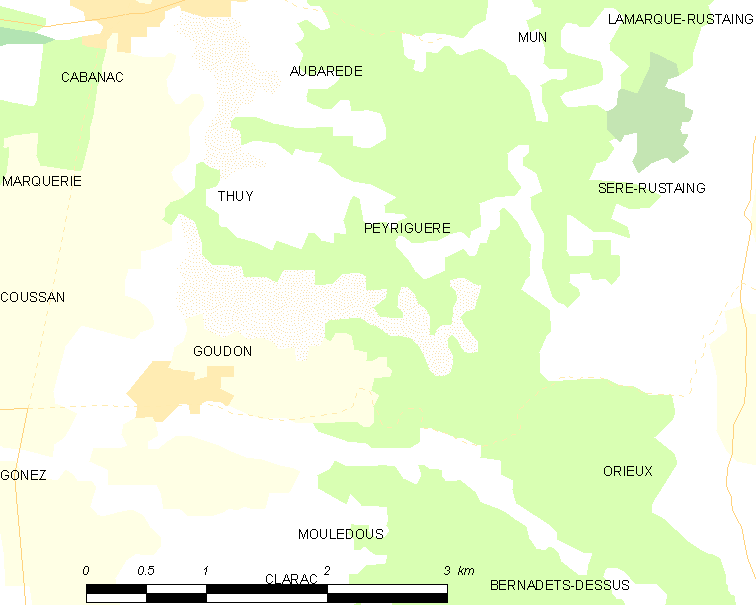
Карта коммуны

Коммуна расположена приблизительно в 650 км к югу от Парижа, в 105 км западнее Тулузы, в 16 км к востоку от Тарба.
На западе коммуны протекает река Аррос, а на востоке — река Шелла.

## Климат
Климат умеренно-океанический с солнечной тёплой погодой и обильными осадками на протяжении практически всего года.

## Население
Население коммуны на 2010 год составляло 23 человека.
| 1962 | 1968 | 1975 | 1982 | 1990 | 1999 | 2010 |
| ---- | ---- | ---- | ---- | ---- | ---- | ---- |
| 30   | 31   | 30   | 30   | 26   | 25   | 23   |

## Администрация
| Период | Период | Фамилия       | Партия | Примечания |
| ------ | ------ | ------------- | ------ | ---------- |
| 2001   | 2020   | Франсуаза Руа |        |            |

## Экономика
В 2010 году среди 13 человек трудоспособного возраста (15-64 лет) 10 были экономически активными, 3 — неактивными (показатель активности — 76,9 %, в 1999 году было 62,5 %). Из 10 активных жителей работали 10 человек (5 мужчин и 5 женщин), безработных не было. Среди 3 неактивных 0 человек были учениками или студентами, 2 — пенсионерами, 1 был неактивным по другим причинам.